# Vince Steckler
Vincent „Vince“ Steckler (18. října 1958 Los Angeles – 15. června 2021 Irvine) byl americký podnikatel a generální ředitel (CEO) české nadnárodní společnosti Avast Software.

## Život
Vincent Steckler se narodil v Los Angeles. Když mu byly dva roky, rodina se přestěhovala do Garden Grove v kalifornském Orange County. Vystudoval matematiku, informatiku a výpočetní techniku na Kalifornské univerzitě v Irvine. Poté pracoval jako programátor a vývojář software pro jaderné zbraně USA.
Dvacet let pracoval pro společnost Logicon Inc., pobočku Northtrop Grumann, kde začínal jako programátor a stal se jejím viceprezidentem. Do společnosti Symantec nastoupil v roce 2000 a stal se jejím viceprezidentem pro Japonsko a asijsko-pacifickou oblast.
Generálním ředitelem společnosti Avast byl jmenován v roce 2009, v roce 2018 mu byla udělena cena European CEO Awards za nejlepšího generálního ředitele v oboru kybernetického zabezpečení. Dne 30. června 2019 odešel do důchodu.
Ve funkci generálního ředitele společnosti Avast jej vystřídal Ondřej Vlček, do té doby prezident spotřebitelské divize.
Spolu s manželkou podporoval i charitativní projekty. Mimo jiné spolupracoval s neziskovou iniciativou Magical Bridge Foundation, nebo pomáhal při založení centra pro etický přístup k technologiím Center for Responsible, Ethical, and Accessible Technology na své alma mater.
Zemřel 15. června 2021 při autonehodě. 